# ポーランドの文化

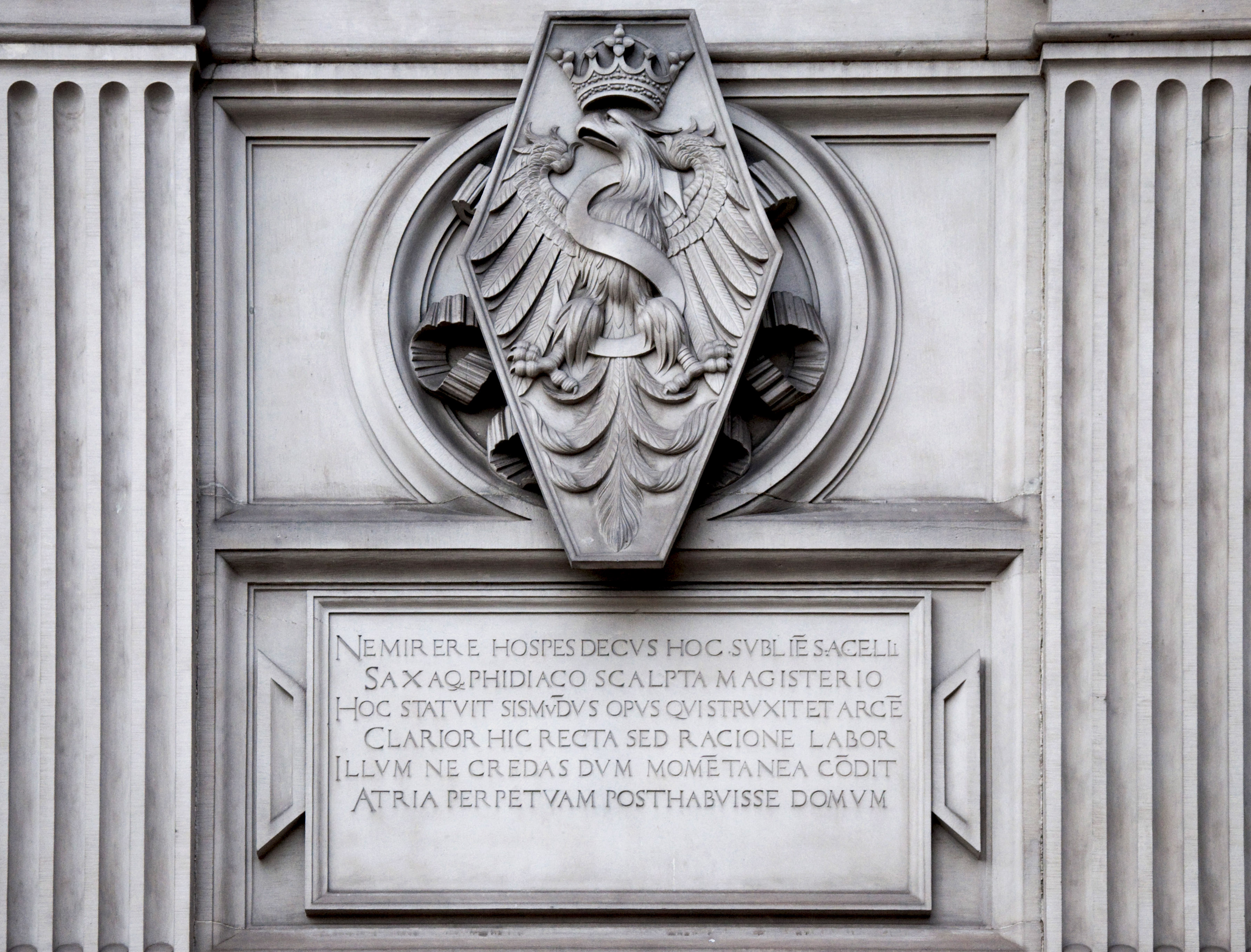
ポーランドの国章である「白い鷲」は、ポーランドが何度も滅亡し、何度も復活してきた歴史を象徴するものである。

ポーランドの文化（ポーランドのぶんか、ポーランド語: Kultura Polski）とは、ポーランドの地理と独自の歴史的発展の産物であり、複雑な千年以上の歴史と深く結びついている。
ポーランドでは、カトリック教会を中心とした文化や価値観が主流であり、現在でも多くのポーランド人の日常生活に非常に深い影響を与えている。

## 概要
ポーランド文化の独自性は、その中央ヨーロッパにおける地理的条件によって形成され、多様な欧州各地の文化的影響を受けながら発展してきた。
現代のポーランド人は、主に西スラヴ人の子孫で構成されているが、一部にはケルト人やバルト人、ゲルマン系部族などとの混血も見られる民族である。現代のポーランド共和国がある地域には、古くから多くの民族が暮らしていたが、10世紀にカトリック教会によるキリスト教化が進んだ結果、徐々にそれぞれの民族としての独自性を失い、「ポーランド人」という単一民族に融合していったと推測されている。カトリック信仰の下でゲルマン、バルト、ユダヤ、ラテン系文化の影響を強く受ける一方で、ビザンティンやオスマンの文化とも一定の関わりを持ちながら、多民族が共存する舞台の中心として発展し続けてきた。
伝統的に、ポーランド人は国内外からの芸術家を非常に歓迎し、ほかの欧州諸国で流行している文化や芸術の潮流を積極的に取り入れ、ポーランド文化に織り込むことが多い。19世紀から20世紀にかけて、ポーランドでは政治や経済活動よりも、文化的発展が重視されることが多く、このような背景から、ポーランドの芸術は多様で複雑な性格を持つようになった。現在、ポーランドは高度に発展した国でありながら、伝統を大切にしている。
ポーランドは西洋世界の芸術や音楽、哲学、数学、科学、政治、文学に多大な貢献をしてきた。「ポーランド文化や習慣への愛着」を表す言葉として、ポーランド語には「ポロノフィリア（Polonophilia）」という有名なことわざがある。

## 文化の歴史
ポーランドの文化史はヨーロッパ中世に遡ることができる。ポーランド史の基準に従い、また欧州全体の哲学や芸術の歴史的流れを考慮すると、ポーランドの文化は以下の11の時代に区分することができる：
1. 中世ポーランド（10世紀後半から15世紀後半まで）
2. ルネサンス期（15世紀後半から16世紀後半）
3. バロック期（16世紀後半から18世紀半ば）
4. 啓蒙時代（18世紀後半）
5. ロマン主義の時代（1820年頃から1863年の1月蜂起まで）
6. 実利主義の時代（1864年から20世紀初頭まで）
7. 若きポーランド（ポーランド語版、英語版）（1890年～1918年）
8. 戦間期（1918年～1939年）
9. 第二次世界大戦（1939年～1945年）
10. ポーランド人民共和国の時代（1947年から1989年の「国々の秋」まで）
11. 現代（1990年民主化以降）

## 言語文化

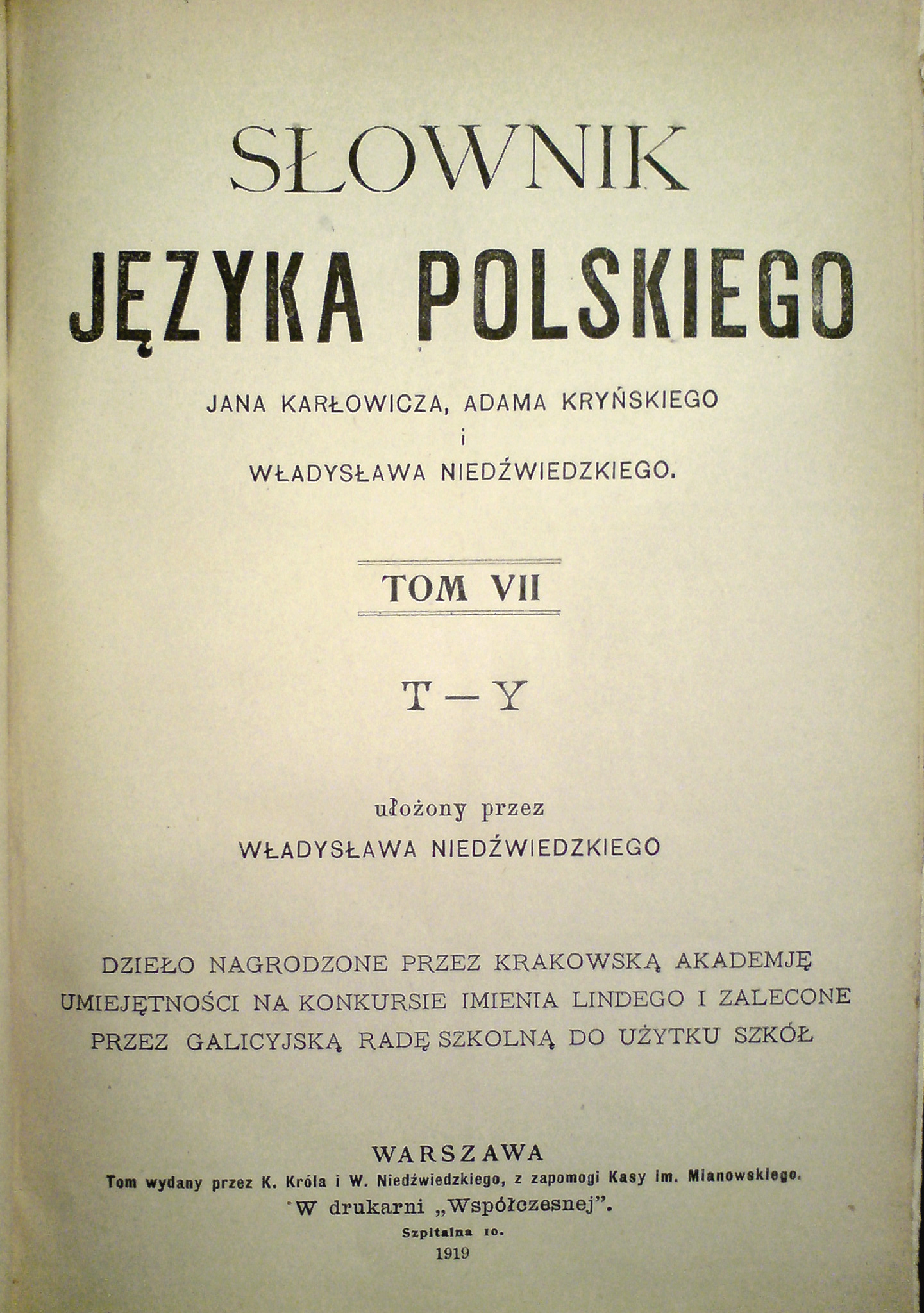
ポーランド語の最初の辞書は、ポーランド分割から1世紀後、自由ポーランド、つまりポーランド第二共和国で出版された。

ポーランド語（język polski、ポルスズィナ）とは、ポーランド共和国全土で使用されていて、唯一の公用語として認められ、他国に住むポーランド系の少数民族でも広く使用されている。ポーランド語の書き言葉や文語は、英語のように「アルファベット」を使用し、「ラテン文字」を基盤にしている点はほかの多くの欧州諸国と共通しているが、いくつかの独自の追加文字も含まれている。ポーランド語は長い歴史を有し、豊かな文学が発展してきた。ポーランド分割後、ポーランド語の抑圧を試みた国々や政策は多くあったが、いずれも失敗に終わり、ポーランド語は現代に至るまで分割前の文法や書き方が保たれている。
現在、ポーランド語は西スラヴ語群で最も多くの話者を持ち、ロシア語に次いでスラヴ語では2番目に多く話されている。ポーランドは欧州で最も多くの公用語の母語話者を有する国の1つであり、国民のほぼ97％が標準語体のポーランド語を母語として話している。このため、現代のポーランド人は非常に均質で高度な公用語の会話・読解・筆記能力を持っている。
言語学の視点でみると、ポーランド語は西スラヴ語群のレヒト諸語に属する言語であり、このレヒティック亜群はポーランド語、カシュブ語、シレジア語、そしてその古典的な変種であるスロヴィンチア語、および絶滅したポラーブ語を含めている。これらの言語のうち、ポーランド語以外は、時にポメラニア諸語という分類に入ることもある。また、西スラヴ語群はスラヴ語派の一支流であり、インド・ヨーロッパ語族に属している。中世初期、ポーランド人がドイツ化・ゲルマン化される前、ポーランド語の祖先の1つであるポメラニア語やその方言は、既にバルト海沿岸、ヴィスワ川からオーデル川流域にかけて話されていた。